# Anlauf
Anlauf az Amerikai Egyesült Államok északnyugati részén, Oregon állam Douglas megyéjében, az Interstate 5 közelében elhelyezkedő önkormányzat nélküli település.
A posta 1901 és 1946 között működött.

## Fordítás
- Ez a szócikk részben vagy egészben  az   Anlauf, Oregon című angol Wikipédia-szócikk ezen változatának fordításán alapul.  Az eredeti cikk szerkesztőit annak laptörténete sorolja fel. Ez a jelzés csupán a megfogalmazás eredetét és a szerzői jogokat jelzi, nem szolgál a cikkben szereplő információk forrásmegjelöléseként.